# Nicolas Pages
Pour les articles homonymes, voir Nicolas Pages (homonymie).
Nicolas Pages, né à Lausanne en 1970, est un écrivain et plasticien suisse.

## Biographie
Après des études d'architecture, Nicolas Pages se tourne vers l'art conceptuel et expose ses créations. Il reçoit, en 1998, le grand prix des Beaux-Arts de la Confédération suisse.
Il publie son premier roman Je mange un œuf en 1997. Dans ce roman, le narrateur décrit trois mois de sa vie passée entre Lausanne, Londres et Mykonos. La même année, Guillaume Dustan publie Nicolas Pages, livre dans lequel il revient sur son histoire avec l'auteur éponyme.
Une année plus tard Nicolas Pages reçoit le Grand Prix des beaux-arts de la Confédération suisse et part pour New York où il travaille auprès de la photographe Nan Goldin dont il cogère un temps le studio.
Peu après son retour en Suisse, Nicolas Pages s'isole un mois durant dans une cellule de l'abbaye d'Einsiedeln. Il y écrit Les choses communes (2001), hommage à Georges Perec dans lequel le narrateur égrène ses souvenirs et explore son passé.
Son roman Septembre (2002) décrit le parcours d'un homme de trente ans qui réapprend à vivre en observant l'explosion du monde qui l'entoure et qui affronte l'amour, le sexe, le doute... pour enfin atteindre la sérénité.

## Œuvres
- Je mange un œuf, éd. ECAL, 1997.
  - rééd. Balland, coll. « Le Rayon », 1999.
- Les Choses communes, Flammarion, 2001.
- Septembre, Flammarion, 2002.
- Super G, Flammarion, 2004.
- I ♥ NY, Flammarion, 2009.
  - rééd. J'ai lu, coll. « Nouvelle génération », 2010.

## Sources
- « Nicolas Pages », sur la base de données des personnalités vaudoises sur la plateforme « Patrinum » de la Bibliothèque cantonale et universitaire de Lausanne.
- L'Hebdo 2003/11/13, p. 98 Rêves d'enfant
- 24 Heures 2005/01/25, p. 16